# Sistema de raios

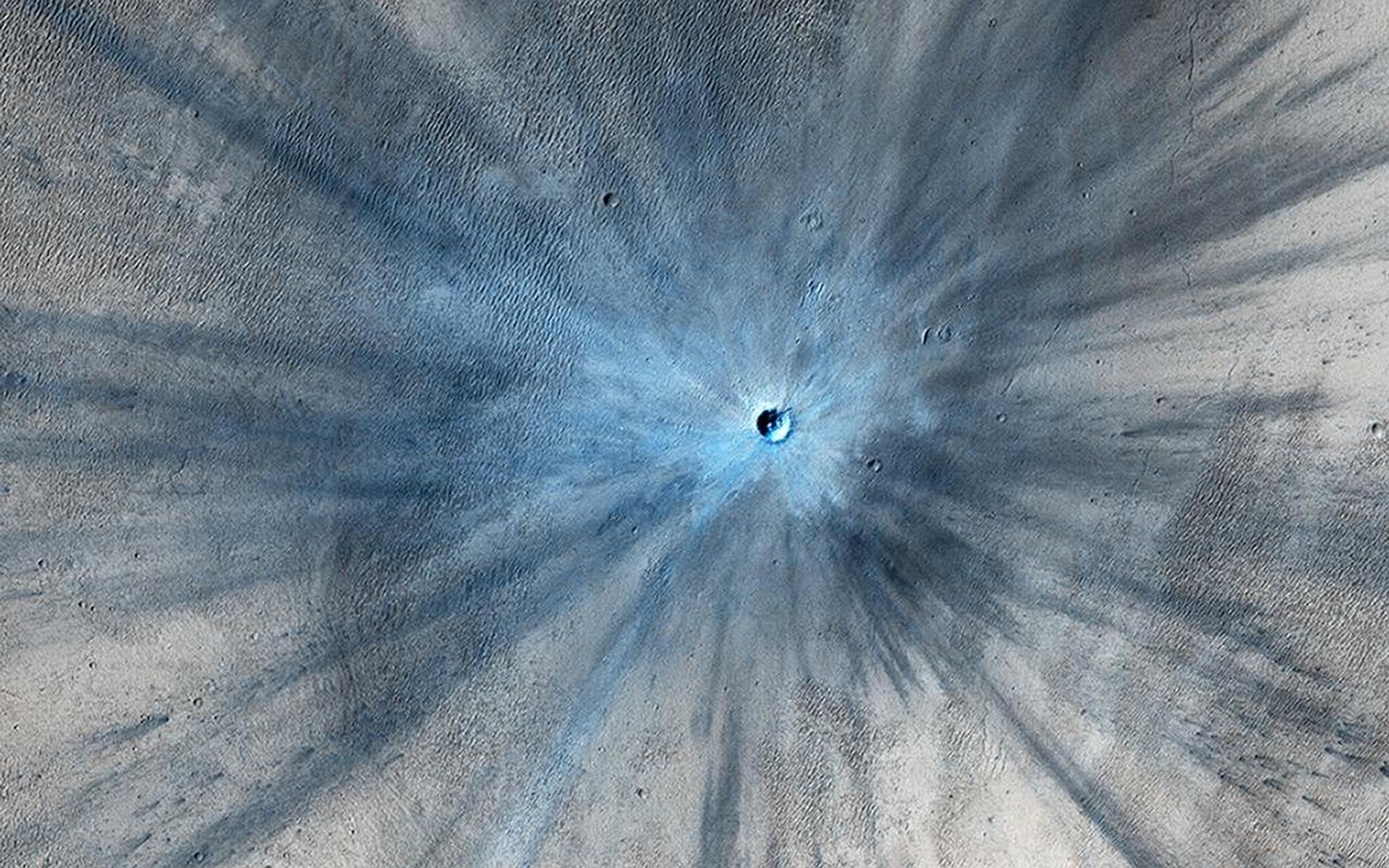
Cratera de impacto recém-formada em Marte, mostrando um sistema de raios proeminente. Imagem tirada pelo Mars Reconnaissance Orbiter.

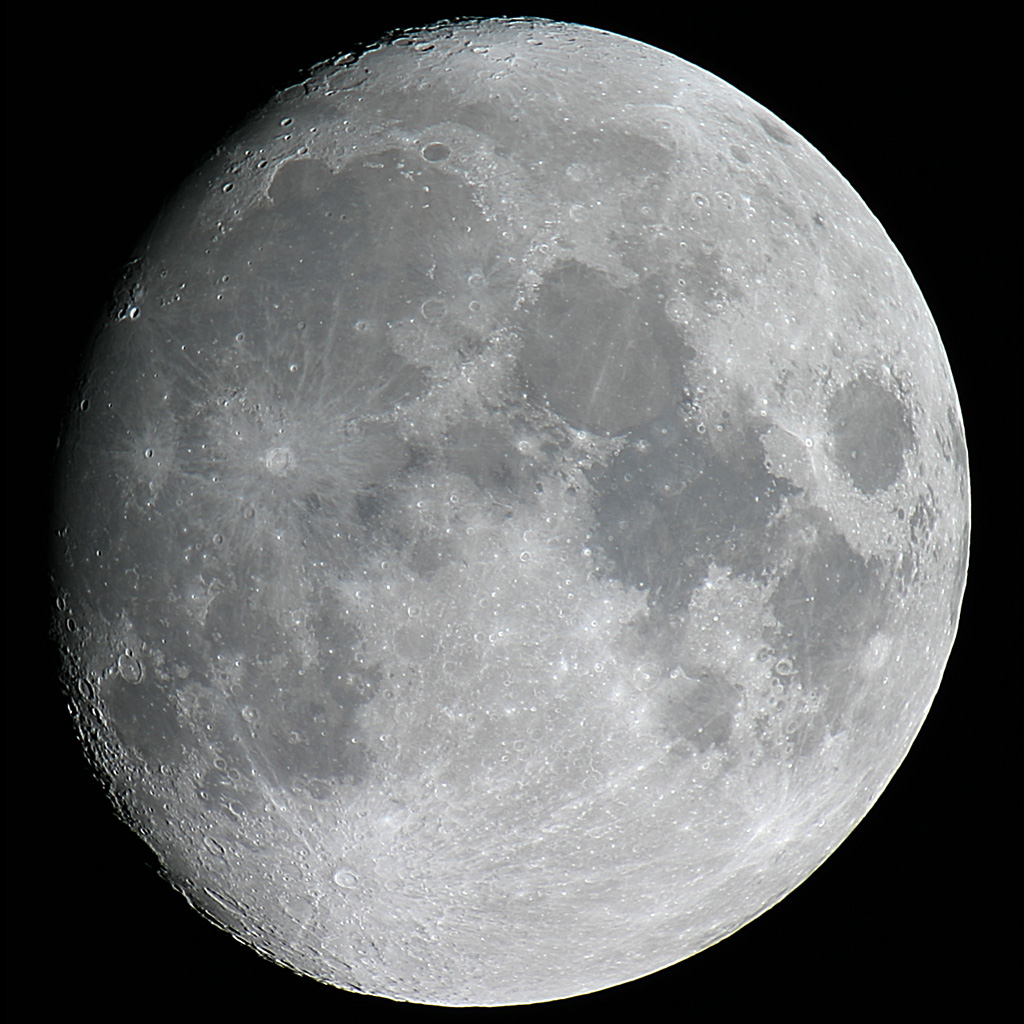
Esta imagem da lua cheia mostra algumas crateras com grandes sistemas de raios, incluindo a proeminente Tycho na parte de baixo da foto.

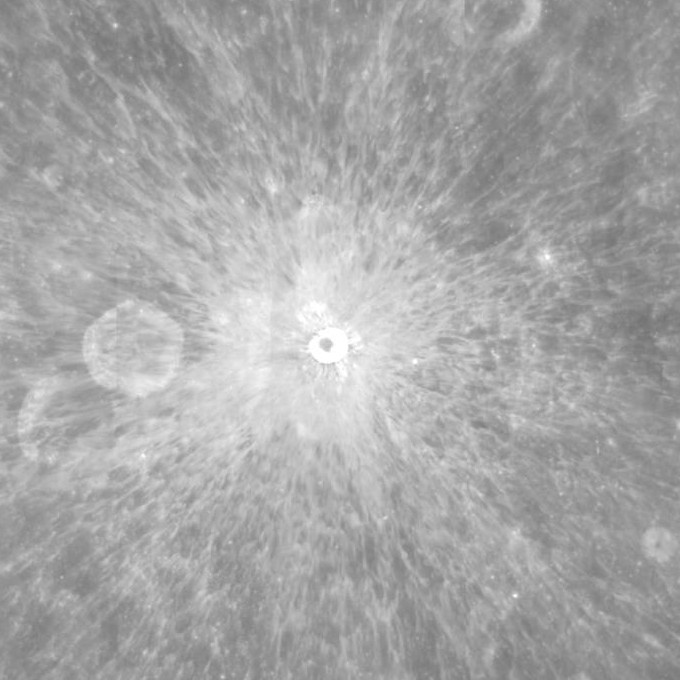
Cratera Pierazzo (mosaico de imagens da sonda Clementine).

Sistemas de raios são conjuntos de linhas radiais ao redor de uma cratera de impacto, formados de material ejetado (ejecta) pelo impacto. Esses raios podem se estender por várias vezes o diâmetro de sua cratera de origem, e são geralmente acompanhados por pequenas crateras secundárias formadas por fragmentos maiores do impacto. Estruturas radiais são frequentemente encontradas na Lua, em Mercúrio, e em alguns satélites dos planetas externos. Originalmente acreditava-se que elas só existiam em objetos sem uma atmosfera, mas mais recentemente elas foram identificadas em Marte em imagens infravermelhas tiradas pela câmera térmica do orbitador 2001 Mars Odyssey.
Raios são vistos em imagens em comprimentos de onda visíveis, e alguns casos infravermelhos, quando o material ejetado tem um albedo ou propriedades termais diferentes da superfície em que se depositam. Normalmente, raios visíveis têm um albedo superior ao do terreno em seu entorno. Mais raramente um impacto pode escavar um material de baixo albedo, por exemplo depósitos basálticos nos mares lunares. Raios termais, vistos em Marte, são especialmente evidentes à noite quando variações de sombra e terreno não interferem na emissão infravermelha da superfície marciana.
A disposição dos raios em relação a outras camadas de terreno pode ser um indicador da idade relativa da cratera de impacto, porque ao longo do tempo processos diversos podem apagar os raios. Em corpos sem atmosfera como a Lua, erosão espacial pela exposição a raios cósmicos e micrometeoritos causa uma progressiva diminuição na diferença de albedo entre o material ejetado e o terreno ao redor. Em particular, os micrometeoritos podem produzir um derretimento vítreo no regolito, diminuindo o albedo. Raios também podem ser cobertos por fluidos de lava, ou por outras crateras de impacto e ejecta.

## Raios lunares
A natureza física dos raios lunares foi historicamente um tópico de especulação. Hipóteses iniciais sugeriam que eles eram depósitos de sais de água evaporada. Mais tarde, pensou-se que eles eram depósitos de cinzas vulcânicas ou faixas de poeira. Quando a origem das crateras como impactos tornou-se aceita, Eugene Shoemaker sugeriu na década de 1960 que os raios eram depósitos de material ejetado.
Estudos recentes sugerem que o brilho relativo de uma estrutura radial na Lua não é necessariamente um indicador confiável de sua idade. O albedo dos raios depende também na quantidade de óxido de ferro (FeO). Baixas porções de FeO resultam em materiais mais brilhantes, então um sistema de raios pode manter sua aparência clara por períodos de tempo maiores. Assim, a composição do material precisa ser considerada para a determinação da idade de uma estrutura radial.
Algumas crateras lunares no lado visível com estruturas de raios de destaque são Aristarchus, Copernicus, Kepler, Proclus, Dionysius, Censorinus, Glushko e Tycho. Sistemas de raios similares também ocorrem no lado oculto, como nas crateras Giordano Bruno, Necho, Ohm, Jackson, King, e na pequena mas proeminente Pierazzo.
Os astronautas da Apollo 16, em 1972, observaram do solo duas crateras com sistemas de raios, que ficaram conhecidas como North Ray e South Ray.